# 真壁茂夫
真壁 茂夫（まかべ しげお）は、パフォーマンス集団OM-2・演出家。
小劇場die pratzeとd-倉庫の芸術監督・プロデューサー。
舞台芸術学院卒業後、転形劇場創始者の程島武夫に師事し、その後、OM-2（旧・黄色舞伎團2）を旗揚げし、すべての作、演出、美術を手掛ける。OM-2の他にも実験劇『天からＣが落ちて来た』やダンス『DISCONNECTED SPACEパート2』などの演出を手掛ける。最近では海外公演を主に活動を行う。
『M.S.A.Collection』シリーズや『ダンスがみたい！』シリーズ、北東京［実験］演劇祭、ドイツを拠点とする「JAPAN NOW」、「日韓アートリレー」、「東京見本市ーパフォーマンス部門」などの国内外のフェスティバルのアートディレクターもつとめている。

## 著作
- 『架空の花』而立書房（演劇論集）ISBN 9784880591629